# Сонцовы-Засекины
Со́нцовы-Засе́кины (Со́нцовы, Со́лнцевы-Засе́кины, Со́лнцовы-Засе́кины) — ветвь Ярославских князей Засекиных, Рюриковичи.
В XVI веке род разделился на две линии. Представители одной именовали себя князьями Сонцевыми-Засекиными, а представители второй князьями и дворянами Сонцовыми.
При подаче документов (01 февраля 1686) для внесения рода в Бархатную книгу, была предоставлена родословная роспись князей Солнцевых-Засекиных.

## Происхождение и история рода
В Бархатной и родословных книгах показано, что род происходит от: правнук великого князя Владимира Святославовича, крестившего Русскую землю, великий князь Владимир Всеволодович Мономах, имел правнука, святого благоверного князя Фёдора Ростиславовича прозванного "Чёрным" (от коего многие представители именовались "Чёрными"), коему достался в удел Можайск, а потом он был на Ярославском княжении. У этого святого князя Фёдора сын святой Давыд Фёдорович и внук, князь Василий Давыдович Грозный, был на Ярославском княжении и женат на княжне Евдокии Ивановне, дочери Ивана Даниловича Калита. Сын его, князь Глеб Васильевич, имел внука, князя Ивана Фёдоровича по прозванию "Засека" и правнука князя Дмитрия Ивановича по прозванию "Сонце", от коего его потомки сперва писались Сонцовы, а потом все стали писаться Сонцовы-Засекины.
Родоначальник княжеского и дворянского рода Дмитрий Иванович Сонце (Солнце, Солнцо) Засекин, XIX колено от Рюрика, показан в дворянах, в 1492 и 1495 годах участвовал в государевых Новгородских походах.
Род не пострадал во времена опричнины Ивана Грозного. Пять представителей рода имели населённые имения в 1699 году.

## Однородцы князей Сонцовых-Засекиных
Однородцами являются записанные в одной поколенной росписи ярославских князей, рода: Засекины, Жировые-Засекины,Темносиние, Шаховские и Щетинины.

## Генеалогия
- Дмитрий Иванович Сонце Засекин (ок. 1495) — XIX колено от Рюрика
  - Пётр Дмитриевич Сонцов Засекин
    - Андрей Петрович Большой (XXI колено)
    - Михайло Петрович (XXI колено)
    - Василий Петрович (XXI колено)
      - Дмитрий Васильевич

    - Иван Петрович (XXI колено)
      - Михаил Иванович (упом. 1588/1589 — 1602/1603), стольник и воевода в Белёве
        - Андрей Михайлович (? — 1670) С 1627 года патриарший стольник; с 1634 царский стольник.
          - Василий Андреевич (упом. 1654—1682)
            - Андрей Васильевич
            - Иван Васильевич, генерал-майор.

          - Иван Андреевич (упом. 1678—1682), стольник
          - Борис Андреевич, стольник с 1668 года; в 1684 году воевода Тобольска
          - Пётр Андреевич
            - Александр Петрович
            - Федор Петрович

          - Афанасий Андреевич
            - Василий Афанасьевич
              - Николай Васильевич Старший
              - Николай Васильевич Младший

        - Юрий Михайлович (? — после 1686), воевода
          - Борис Юрьевич Стольник, в 1693—1694 годы воевода в Галиче
            - Гаврила Борисович
            - Дмитрий Борисович (1721—1792)
              - Михаил Дмитриевич (1779 — ?)

          - Семен Юрьевич + Татьяна Васильевна Кожина
            - Андрей Семенович
            - Фёдор Семенович
            - Ирина Семеновна жена князя Михаила Юрьевича Щербатова
            - Мария Семеновна жена Дмитрия Бестужева-Рюмина
            - Прасковья Семёновна жена Василия Васильевича Нарышкина

          - Василий Юрьевич

        - Иван Михайлович

    - Андрей Петрович Средний (XXI колено)
    - Андрей Петрович Лобан (XXI колено)В 1565 году в казанской ссылке.
      - Семён Андреевич
        - Иван Семенович

      - Иван Андреевич Упомянут ок. 1580 года. В 1588/1589 назван князем Ярославским. В 1590-е воевода в Белёве, в Осколе. В 1609 году глава Холопьего приказа
        - Андрей Иванович (? — после 1647) с 1622 года стольник; в 1626 и 1629 первый воевода в Переяславле, в 1637 году воевода на Крапивне, в 1640—1642 годы в Воронеже.

  - Василий Дмитриевич
    - Дмитрий Васильевич (в 1565 в казанской ссылке)

## Описание герба
Герб князей Сонцевых-Засекиных представляет щит, разделённый на четыре части, с малым щитком в средине пересечения двух перпендикуляров. В малом щитке — герб ярославский: в золотом поле стоящий медведь, в правой передней лапе держащий, положив на правое плечо, золотую секиру. Четыре разделения большого щита представляют по два повторения в шахматном порядке гербов киевского и смоленского. Киевский герб — в лазуревом поле архангел в сребротканой одежде с золотым щитом на левой руке и с мечом в деснице — в первом (левом верхнем) и четвёртом (правом нижнем) отделениях; а смоленский герб — в серебряном поле чёрная пушка на золотом лафете и на пушке райская птица — в остальных двух делениях. Щит гербовый на развёрнутой горностаевой мантии увенчан княжескою короною.
Герб князей Сонцовых внесён в «Общий гербовник дворянских родов Российской империи» часть IX, герб Сонцовых-Засекиных внесён в VIII часть «Общего гербовника дворянских родов Российской империи»

## Известные представители
- Князь Сонцов-Засекин Пётр Дмитриевич — записан в третью статью московских детей боярских (1551).
- Князь Сонцов-Засекин Василий Дмитриевич —  записан в третью статью московских детей боярских (1551), постригся монахом в Троице-Сергиевом монастыре.
- Князь Сонцов-Засекин Андрей Петрович по прозванию "Меньшой" и "Фуник" — рында со вторым саадаком великого князя Симеона Бекбулатовича в шведском походе (1572), тоже в походе на Лифляндию (1577).
- Князь Сонцов-Засекин Дмитрий Васильевич — рында с бахтеярцом в шведском походе (1572), со вторым саадаком великого князя Симеона Бекбулатовича в походе на Лифляндию (1577).
- Князь Сонцов-Засекин Иван Андреевич — голова и воевода.
- Князь Сонцов-Засекин Михаил Иванович — воевода.
- Князь Сонцов-Засекин Андрей Иванович — воевода.
- Князь Сонцов-Засекин Андрей Михайлович — воевода.
- Князь Сонцов-Засекин Юрий Михайлович — стряпчий и стольник.
- Князь Сонцов-Засекин Василий Андреевич — стольник и воевода.
- Князь Сонцов-Засекин Борис Андреевич — стольник и воевода.
- Князь Сонцов-Засекин Борис Юрьевич — стольник и воевода.
- Князь Сонцов-Засекин Семён Юрьевич — стольник и воевода.
- Князья Сонцовы-Засекины: Иван Васильевич и Пётр Андреевич — стольники царицы Прасковьи Фёдоровны (1676-1692).
- Князья Сонцовы-Засекины: Пётр Андреевич и Семён Юрьевич — стряпчие и стольники (1676-1692).
- Князь Сонцов-Засекин Юрий Михайлович — стряпчий (1658), московский дворянин (1668-1677).
- Князья Сонцовы-Засекины: Андрей Иванович, Андрей Михайлович, Афанасий Андреевич, Борис Андреевич, Борис Юрьевич Василий Андреевич, Василий Юрьевич, Иван Андреевич — стольники (1627-1692).